# پاین (آریزونا)
پاین (به انگلیسی: Pine) یک منطقهٔ مسکونی در ایالات متحده آمریکا است که در شهرستان جیلا، آریزونا واقع شده‌است. پاین ۸۳٫۹۷ کیلومتر مربع مساحت و ۲٬۳۸۷ نفر جمعیت دارد و ۱٬۶۳۶ متر بالاتر از سطح دریا واقع شده‌است.